# Arcidiocesi di Madang

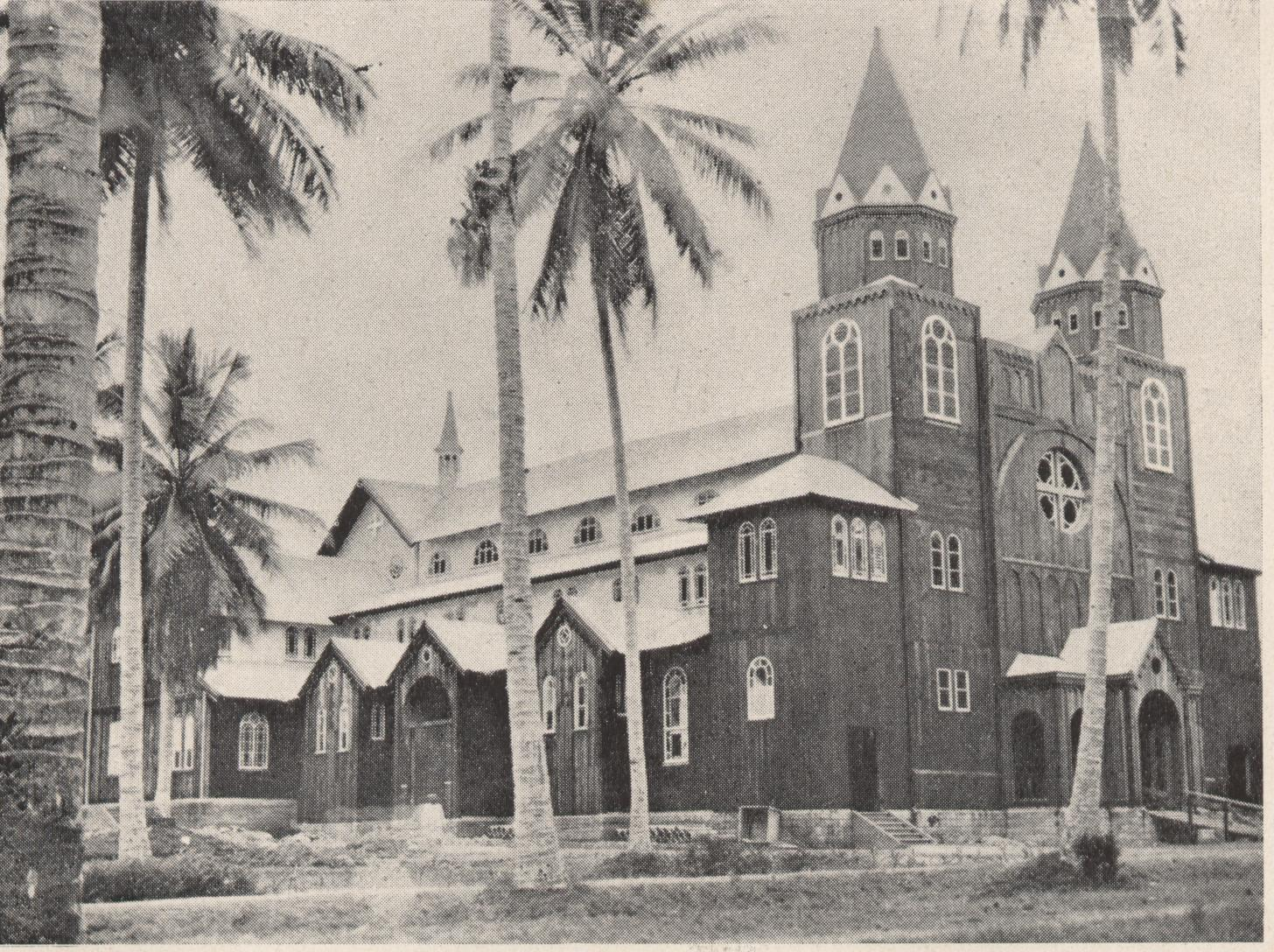
L'antica cattedrale di San Michele ad Alexishafen.

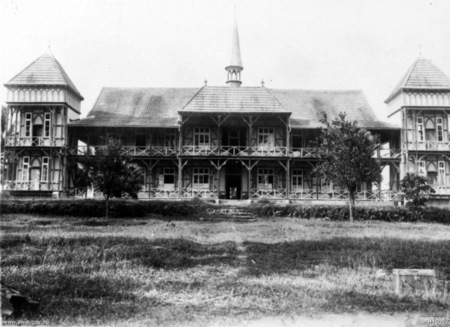
L'antica residenza vescovile ad Alexishafen.

L'arcidiocesi di Madang (in latino: Archidioecesis Madangana) è una sede metropolitana della Chiesa cattolica in Papua Nuova Guinea. Nel 2021 contava 185.000 battezzati su 537.650 abitanti. È retta dall'arcivescovo Anton Bal.

## Territorio
L'arcidiocesi comprende la provincia di Madang in Papua Nuova Guinea.
Sede arcivescovile è la città di Madang, dove si trova la cattedrale dello Spirito Santo.
Il territorio è suddiviso in 29 parrocchie.

## Storia
La prefettura apostolica della Terra dell'Imperatore Guglielmo fu eretta il 24 febbraio 1896, ricavandone il territorio dal vicariato apostolico della Nuova Pomerania (oggi arcidiocesi di Rabaul).
Il 25 luglio 1913 per effetto del decreto Gulielmi Terra della Sacra Congregazione per la Propagazione della Fede cedette una porzione del suo territorio a vantaggio dell'erezione della prefettura apostolica della Terra dell'Imperatore Guglielmo occidentale (oggi diocesi di Wewak) e contestualmente assunse il nome di prefettura apostolica della Terra dell'Imperatore Guglielmo orientale.
Il 23 novembre 1922 in forza della bolla Incumbentis Nobis di papa Pio XI fu elevata a vicariato apostolico, con il nome di vicariato apostolico della Nuova Guinea Orientale, che cambiò in vicariato apostolico di Alexishafen il 15 maggio 1952 con il decreto Cum per decretum della Congregazione per la Propagazione della Fede.
Il 27 aprile 1927 con il breve Quae catholico di papa Pio XI furono ridisegnati i confini con la prefettura apostolica della Nuova Guinea centrale (oggi diocesi di Wewak).
Il 18 giugno 1959 cedette porzioni del suo territorio a vantaggio dell'erezione dei vicariati apostolici di Mount Hagen (oggi arcidiocesi), di Lae (oggi diocesi) e di Goroka (oggi diocesi).
Il 15 novembre 1966 per effetto della bolla Laeta incrementa di papa Paolo VI il vicariato apostolico è stato elevato al rango di arcidiocesi metropolitana e ha assunto il nome attuale.
Il 1º ottobre 1975, con la lettera apostolica Exempla egregia, lo stesso papa Paolo VI ha proclamato Santa Teresa del Bambin Gesù patrona principale dell'arcidiocesi.

## Cronotassi dei vescovi
Si omettono i periodi di sede vacante non superiori ai 2 anni o non storicamente accertati.
- Eberhard Limbrock, S.V.D. † (24 marzo 1896 - 9 settembre 1914 dimesso)
  - Sede vacante (1914-1922)
- Franziskus Wolf, S.V.D. † (24 novembre 1922 - 23 febbraio 1944 deceduto)
  - Sede vacante (1944-1948)
- Stephen Anthony Appelhans, S.V.D. † (8 luglio 1948 - 16 luglio 1951 deceduto)
- Adolph Alexander Noser, S.V.D. † (8 gennaio 1953 - 19 dicembre 1975 ritirato)
- Leo Clement Andrew Arkfeld, S.V.D. † (19 dicembre 1975 - 31 dicembre 1987 ritirato)
- Benedict To Varpin † (31 dicembre 1987 succeduto - 24 luglio 2001 dimesso)
- William Joseph Kurtz, S.V.D. † (24 luglio 2001 succeduto - 30 novembre 2010 ritirato)
- Stephen Joseph Reichert, O.F.M.Cap. (30 novembre 2010 - 26 luglio 2019 ritirato)
- Anton Bal, dal 26 luglio 2019

## Statistiche
L'arcidiocesi nel 2021 su una popolazione di 537.650 persone contava 185.000 battezzati, corrispondenti al 34,5% del totale.
| anno | popolazione | popolazione | popolazione | presbiteri | presbiteri | presbiteri | presbiteri                | diaconi | religiosi | religiosi | parrocchie |
| anno | battezzati  | totale      | %           | numero     | secolari   | regolari   | battezzati per presbitero | diaconi | uomini    | donne     | parrocchie |
| ---- | ----------- | ----------- | ----------- | ---------- | ---------- | ---------- | ------------------------- | ------- | --------- | --------- | ---------- |
| 1970 | 57.037      | 162.717     | 35,1        | 56         | 5          | 51         | 1.018                     |         | 78        | 36        | 24         |
| 1980 | 74.900      | 226.000     | 33,1        | 46         | 5          | 41         | 1.628                     |         | 70        | 71        | 27         |
| 1990 | 95.287      | 269.000     | 35,4        | 55         | 7          | 48         | 1.732                     |         | 87        | 64        | 28         |
| 1999 | 128.224     | 283.154     | 45,3        | 34         | 12         | 22         | 3.771                     |         | 57        | 95        | 29         |
| 2000 | 138.494     | 283.154     | 48,9        | 34         | 12         | 22         | 4.073                     | 2       | 57        | 95        | 29         |
| 2001 | 138.494     | 283.154     | 48,9        | 34         | 12         | 22         | 4.073                     |         | 31        | 58        | 28         |
| 2002 | 139.956     | 283.154     | 49,4        | 34         | 12         | 22         | 4.116                     |         | 30        | 58        | 28         |
| 2003 | 140.000     | 283.154     | 49,4        | 40         | 13         | 27         | 3.500                     |         | 33        | 58        | 28         |
| 2004 | 142.000     | 285.154     | 49,8        | 39         | 14         | 25         | 3.641                     |         | 31        | 56        | 28         |
| 2013 | 268.000     | 450.000     | 59,6        | 38         | 14         | 24         | 7.052                     |         | 40        | 89        | 29         |
| 2016 | 180.224     | 521.216     | 34,6        | 45         | 15         | 30         | 4.004                     |         | 42        | 83        | 29         |
| 2019 | 178.000     | 515.000     | 34,6        | 60         | 18         | 42         | 2.966                     |         | 53        | 71        | 29         |
| 2021 | 185.600     | 537.650     | 34,5        | 60         | 18         | 42         | 3.093                     |         | 53        | 71        | 29         |